# Apio Annio Trebonio Galo (cónsul sufecto)
Apio Annio Trebonio Galo (en latín: Appius Annius Trebonius Gallus) fue un senador romano, que vivió en el siglo II, y desarrolló su cursus honorum bajo los reinados de Adriano, y Antonino Pío. Fue cónsul sufecto en un año desconocido probablemente en el año 139.

## Orígenes familiares
Galo nació en la gens Annia de rango patricio, una familia de Italia, quizás originaria de la ciudad de Iguvium en Umbría, y era descendiente de Apio Annio Galo, cónsul sufecto en el año 67. Su padre fue Apio Annio Trebonio Galo, cónsul ordinario en el año 108.

## Carrera política
Como parte del cursus honorum, Galo ocupó las magistraturas republicanas de cuestor, y pretor. En la inscripción de una resolución del Senado (Senatusconsultum de postulatione Cyzicenorum) finalmente se le llama " cónsul designado". Este texto se puede fechar en el período comprendido entre el 5 de diciembre de 138 y mediados de 139, Este texto puede explicarse por la titulación del posterior emperador Marco Aurelio que contiene. La designación de cónsules sufectos tenía lugar a más tardar el 9 de enero del año en que ocupaban el cargo. Por lo tanto, Galo debe haber ejercido el consulado en el año 139 o 140.
Géza Alföldy trató de justificar por qué Annio Galo, a diferencia de su padre, no se convirtió en cónsul ordinario, sino que solo recibió un consulado sufecto, que era menos prestigioso. Ve la razón en el hecho de que durante los años 139 y 140 el emperador reinante Antonino Pío, su hijo adoptivo Marco Aurelio y Gayo Brutio Presente, que ya había sido cónsul anteriormente, ya habían sido elegidos como cónsules ordinarios con antelación. En compensación por esto, puede que se le haya prometido un segundo consulado.
En la exedra que su yerno Herodes Ático construyó en Olimpia, se encontró una inscripción en una base de mármol, en la que los habitantes de la Élide honraban a Galo. Además de su carrera política, su actividad como pontífice también está documentada allí; fue admitido en este colegio sacerdotal presumiblemente no mucho tiempo después de su consulado. La base de mármol incluía una estatua del propio Galo, que, con la excepción de la cabeza, se ha conservado y ahora se encuentra en el Museo Arqueológico de Olimpia.

## Matrimonio y descendencia
Annio Galo estaba casado con Atilia Caucidia Tértula, la hija de Marco Atilio Metilio Bradua cónsul ordinario en el año 108 junto al padre homónimo de Galo. Su hijo fue Apio Annio Atilio Bradua, cónsul ordinario en el año 160, y su hija, fue Apia Annia Regila, quien se casó en el año 139 con el senador, orador, y mecenas de origen griego, Herodes Ático.